# 早稲田大学軍事研究団事件

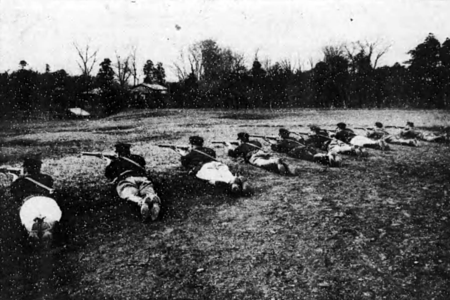
軍事研究団の散兵教練

早稲田大学軍事研究団事件（わせだだいがくぐんじけんきゅうだんじけん）は、1923年（大正12年）に早稲田大学で起きた軍事教育反対事件。早稲田軍教事件ともいう。

## 概要

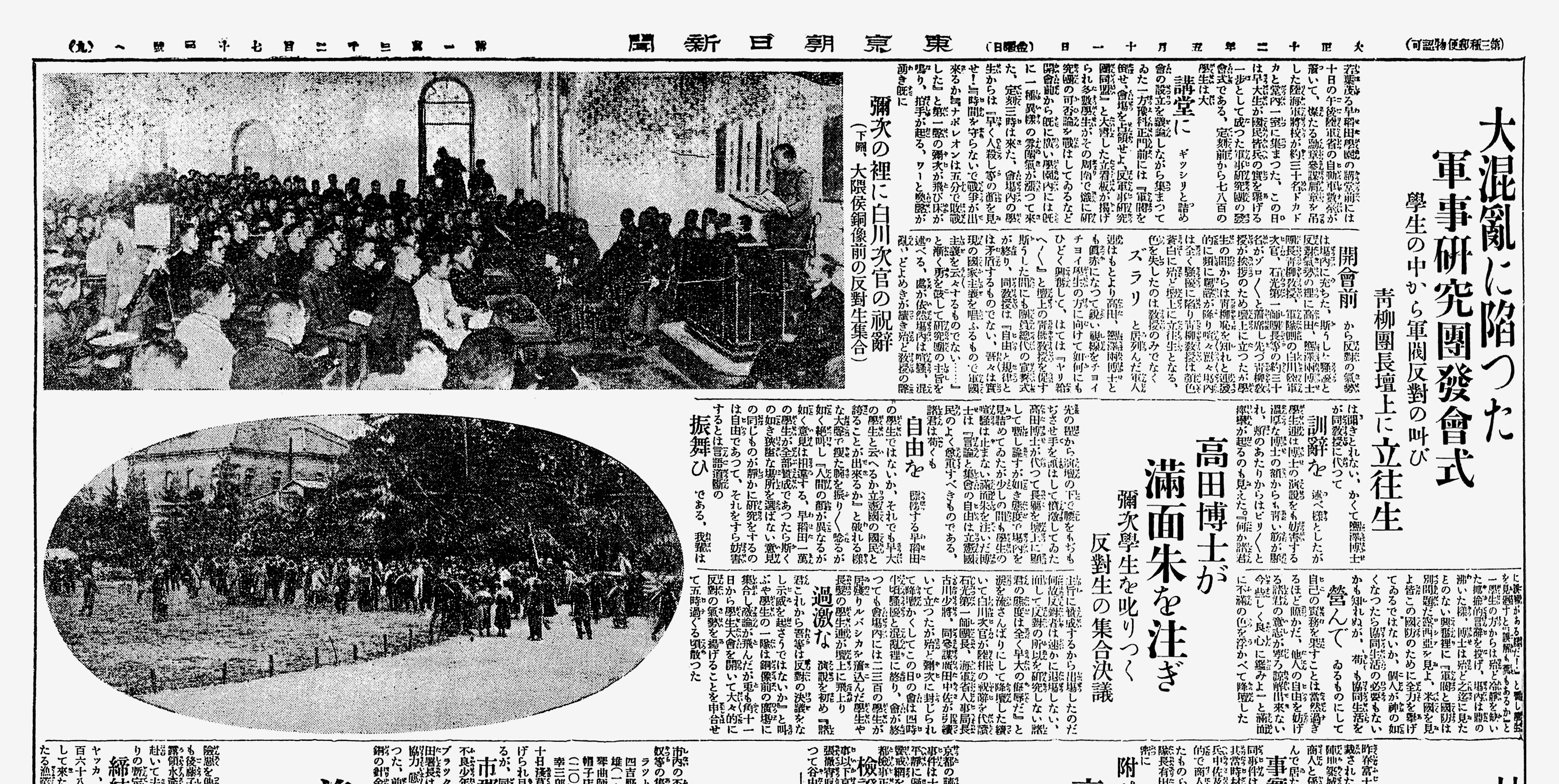
軍事研究団の発会式を妨害する早大生（『東京朝日新聞』 1923年5月11日付朝刊9面）

第一次世界大戦後の軍縮による余剰将校・兵器の活用をかねて学校軍国主義化が行われるが、まず早稲田大学で行われ、1923年（大正12年）5月10日、陸軍との関係の深かった乗馬学生団を母胎とした軍事研究団（団長・青柳篤恒教授）の結成式が行われた。この研究団は「学生軍事教育を率先支持し欧米各国の各大学に見る軍事教育を研究し学生の立場より国防に貢献すると共に其の目的の一部たる同大学に巣食ふ赤化思想を一掃する」ことを目的とし、本部・思想部・軍事部・理工学研究部・国防部を設け、同月10日白川義則陸軍次官以下十数名の陸海軍要人列席のもとに早大講堂2階で発会式を挙行した。それに対して大山郁夫や佐野学を顧問とする文化同盟（建設者同盟の学内団体）の学生たちが激しく反対して発会式を妨害した。
さらに12日午後、早大雄弁会主催の軍事研究団撲滅演説会が中央校庭で開かれたが、柔道部・相撲部などの運動部員および学内外の反動勢力がなぐり込み、多数の負傷者を出した。
このため少壮教授団、校友小川未明、秋田雨雀らも軍研を非難し、15日軍研はやむなく解散した。しかし、縦横倶楽部を主体とする校友有志団は文化同盟を社会主義勢力の走狗とみて解散を要求し、20日文化同盟もまた解散を余儀なくされた。さらに6月5日、佐野学および猪俣津南雄両教授の研究室の捜索、いわゆる「研究室蹂躙事件」が起こり、第一次共産党事件の発火点となった。